# Rabbit Junk
Rabbit Junk jest amerykańskim zespołem założonym w 2004 roku przez JP Andersona (wcześniej był frontmanem znanej underground'owej kapeli The Shizit).
Muzyka Rabbit Junk to mieszanka takich gatunków jak digital hardcore, industrial, metal, punk i new wave - JP Anderson sam określa swój styl mianem „Hardclash”.
Zespół był początkowo solowym projektem Andersona, do czasu dojścia do niego wokalistki Jeniffer "Sum Grrl" Bernett na krótko przed wydaniem ich pierwszej płyty o nazwie „Rabbit Junk” w 2004 roku. Utwory z albumu były często puszczane w rockowych stacjach, a sama płyta zebrała pozytywne recenzje (brytyjski Metal Hammer, totalrock.com). Kolejny Album, REframe, powstał w 2006 roku. Aktualnie trwają prace nad trzecim studyjnym albumem - „This life is where you get F*cked!”.